# Pseudohyllisia bremeri
Pseudohyllisia bremeri là một loài bọ cánh cứng trong họ Cerambycidae.